# Oprișor
Oprișor è un comune della Romania di 2769 abitanti, ubicato nel distretto di Mehedinți, nella regione storica dell'Oltenia.
Il comune è formato dall'unione di 2 villaggi: Oprișor e Prisăceaua.